# 프리에쿨레시

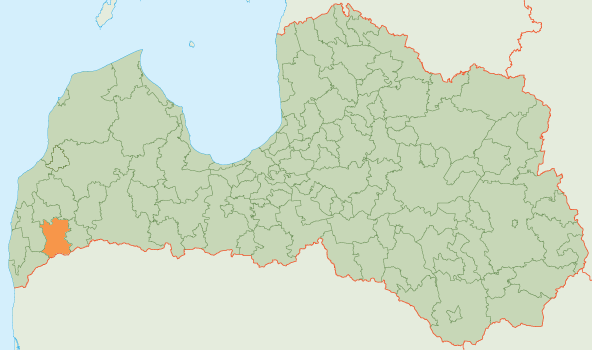
프리에쿨레 시의 위치

프리에쿨레시(라트비아어: Priekules novads)는 라트비아의 지방 자치체로 행정 중심지는 프리에쿨레이며 면적은 519.7km2, 인구는 6,611명(2010년 기준), 인구 밀도는 13명/km2이다. 1개 도시, 5개 교구를 관할한다.